# Matti Kovler
Matti Kovler ((in ebraico מתי קובלר‎?; Mosca, 14 settembre 1980) è un compositore russo con cittadinanza israeliana naturalizzato statunitense, creatore di nuovi lavori di teatro musicale e direttore esecutivo e artistico di Floating Tower, definito da Steve Smith del The New York Times "un compositore operistico in formazione, potenzialmente pregevole" La musica di Kovler è stata paragonata a quella di Leonard Bernstein.

## Biografia
Nato a Mosca, Kovler immigrò in Israele nel 1990 con la sua famiglia. Si laureò presso la Israel Arts & Science Academy e l'Accademia di Gerusalemme di Musica, trasferendosi successivamente negli Stati Uniti nel 2006 per continuare i suoi studi. Kovler ha insegnato al Conservatorio del New England ed alla Northeastern University di Boston. Nel 2014-2015 ha prestato servizio per prima volta come compositore residente presso l'Elie Wiesel Center presso l'Università di Boston. Come parte di questa residenza, Kovler ideò e curò il Floating Tower Series, una serie di eventi volti a migliorare l'esperienza ebraica di oggi attraverso produzioni provocatorie e di grande impatto nell'intersezione tra musica e teatro. Dal 2015 è diventato un membro del workshop BMI Lehman Engel Musical Theatre, il campo di allenamento più importante per il nuovo teatro musicale. Ora è residente a Brooklyn, NY.

## Rappresentazioni
La musica di Kovler, descritta come "molto commovente" e "di volta in volta buffa, mistica, calda, e bruciante" è stata commissionata dal Festival di Israele, dal Tanglewood Music Center e dalla Carnegie Hall. Le sue opere orchestrali sono state eseguite in tutto il mondo dalla Orchestra filarmonica d'Israele, la Fox Studios Symphony (Los Angeles), l'Orchestra Metropole (Amsterdam), l'American Composers Orchestra (New York), la Boston Modern Orchestra Project ed altri.
Nel 2019 Ami and Tami viene rappresentato per la prima volta in Italia presso il Teatro Coccia di Novara.

## Premi e Onorificenze
Matti è stato membro del Tanglewood Music Center, dell'Aspen Music Festival and School e dell'Accademia Musicale Chigiana, vincitore di due ASCAP Morton Gould Young Composers Awards e del Theodore Presser Award. Matti Kovler è beneficiario delle borse di studio dell'America-Israel Cultural Foundation ed ha conseguito un dottorato in Composizione al New England Conservatory. Nel settembre 2013 Matti è stato riconosciuto dalla Fondazione Boston come uno dei sei vincitori del Brother Thomas Fellowships 2013, "senza condizioni", $ 15.000 premi biennali ideati per aiutare i 6 artisti di talento che hanno dato contributi eccezionali alla comunità attraverso l'eccellenza nel loro mestiere.

## Influenze musicali
Kovler ha approfondito una varietà di stili, dal folk e il jazz, a quelli impregnati di tradizione classica e li mette insieme in opere di notevole portata drammatica. Le sue influenze musicali comprendono la ricerca del folklore, l'improvvisazione, una profonda fascinazione per Janáček e la poli-modalità di Bartók e gli scritti di culto del filosofo teatrale francese Antonin Artaud. Un po' reazionario per la sua educazione sovietica, l'interesse di Kovler nel portare testi sacri o melodie dalla tradizione ebraica in un contesto contemporaneo fu acceso dal suo maestro, il noto compositore israeliano ed etnomusicologo Andre Hajdu. Un difensore dell'idea di ampliare la definizione di "teatro musicale ebraico", negli ultimi dieci anni Kovler ha creato un corpus consistente di lavori destinati a spingere questo genere molto al di là che crogiolarsi in un passato nostalgico. Essi mirano a sfruttare una più sfumata sensibilità multi-dimensionale, in linea con la generazione più giovane, una generazione che affonda le sue radici nella tradizione, ma anela per al passo successivo, al di là del Fiddler on the Roof (Il violinista sul tetto).

## Floating Tower
Kovler è il direttore artistico di Floating Tower, con sedi a Brooklyn e Boston. Con una formazione componibile di 27 attori/musicisti multi-nazionali, Floating Tower funziona come un creatore, un produttore ed un educatore per lo sviluppo di contenuti innovativi e di nuove strade per l'impegno interculturale. Dalla sua fondazione nel 2011, Floating Tower ha realizzato oltre trenta produzioni negli Stati Uniti, Israele, Cina e Russia. Andando dal tradizionale alla sperimentazione, gli eventi di Floating Tower sono stati organizzati in luoghi che vanno dal Museo di Belle Arti di Boston, alla Galleria Collector, una grotta artistica sotterranea a Mosca, di circa 92,903 metri quadrati.

## Progetti recenti
Quill of the Soul— Un omaggio musicale a Elie Wiesel, scrittore Premio Nobel, educatore e studioso dell'Olocausto. Gli spettacoli co-prodotti dall'Elie Wiesel Center della Boston University e dal Boston Jewish Music Festival e ospitate dalla WGBH, prendono l'Hasidic Niggun come punto di partenza, esplorando i paralleli sorprendenti tra la Niggun e altri incantesimi mondo.
Seekers of Light— Un sequel di Here Comes Messia! di Kovler, Seekers of Light ha a che fare con l'ascesa e la caduta del mistico Messia ebreo del XVII secolo, Shabtai Zvi, e si ispira a schizzi di Theodor Tezhik. Interpretato da Parham Haghighi (Iran) e Tutti Druyan (Israele).
Ami and Tami — Una favola musicale per bambini, Ami e Tami è un tocco contemporaneo su Hansel e Gretel. Scritto da Kovler all'età di 17 anni, l'opera per bambini è stata recentemente tradotta in inglese. L'esecuzione dell'anteprima mondiale ha avuto luogo nell'ambito dell'Outside The Box Festival on Boston Common con la Boston Landmarks Orchestra.
Secrets of Dawn — Un impianto musicale che riunisce insieme la musica ebraica, persiana, indiana, greca, araba e turca, la poesia, la video-arte e la danza, ispirata al mistero dell'Alba
Here Comes Messiah! — Un monodramma per soprano e ensemble da camera, commissionato dalla Carnegie Hall nel 2009 per il Golijov/Upshaw Workshop, si basa su un motto musicale da un canto chassidico. Un tour de force per un soprano, questo lavoro teatrale segue una giovane donna in procinto di partorire.
The Escape of Jonah — un oratorio per soli, coro e orchestra di ottoni, è una parodia sulla storia del profeta Giona, dal punto di vista di oggi. Il lavoro giustappone il testo biblico eseguito dal coro con il discorso agitato di Giona, l'Ebreo errante, impersonato dalla tromba.
A Jew Among The Indians— per attore e orchestra. Un monodramma basato sulla storia di un Ebreo sfollato in America, in cerca della sua identità culturale. Il lavoro si basa sul poema post-Olocausto di Jerome Rothenberg Cokboy (una storpiatura Yiddish di cowboy), confrontando l'estinzione di due culture: gli ebrei dell'Europa orientale ed i nativi americani.
The Drumf and the Rhinegold - una satira politica su Donald Trump e le elezioni presidenziali degli Stati Uniti 2016.

## Lavori scelti
Opera/Music Theatre
- Ami and Tami (opera per bambini per 7 solisti, ensemble vocale e orchestra da camera) 1999
- Here Comes Messia! (Mono-opera per soprano e ensemble, cl, vln, vla, 2 vcl, acc, p-no, toy p-no/synth, perc, electr.) 2009, rev. 2011
- La Testa Di Santa Caterina (mono-opera per soprano, controtenore, cl, vcl, Vibr perc, elettronica) 2011
- The Escape Of Jonah (oratorio per voce recitante / pianista, soprano, coro, quartetto di sax, trp, trmb, perc, elettr.) 2007, rev. 2011
- Three After Midnight (per voce recitante / pianista, soprano, coro, quartetto di sax, hrn, t-ba, perc, elettr.) 2004
- Who Stood Upon Mount Horev (teatro musicale per contro-tenore, acc, p-no, db, elettronica) 2010

Orchestra
- Fanfare to Israel (per grande orchestra) 2011
- Cokboy (per attore e orchestra da camera) 2008
- Ouverture Enosh (per orchestra e quartetto di sassofoni) del 2001, rev. 2005
- Jephthah’s Daughter (per mezzosoprano solista, orchestra da camera, organo) 2003
- Lily Marlene (per mezzosoprano solista e orchestra d'archi) 2010
- Merry Christmas to Debussy from Ives (per soprano solista e orchestra da camera 2006)
- Nineveh (per orchestra d'archi) 2008
- Sympsonic Tribute (per orchestra e big band) 2002
- Unsung Serenade (per orchestra da camera) 2010

Chamber Ensemble up to Seven Instruments
- Birds and Elephants Dancing (per fl archi cl perc p-no) 2010
- Clarinet Quintet (per cl e quartetto d'archi) 2005
- Duos at Miss Hall’s (per cl & HN fl & VCL vln & db vln & VLA) 2008
- Music for Kaprizma (CL OB BN archi perc) 1998
- Schtuchki (per fl v-la e Vibr per solista Vibr per Vibr & p-no) 2009-2011
- Shoresh Nishmat (trio per VCL cl e p-no) 2007 rev. 2010
- Spiral Fugato (per quartetto d'archi) 2007
- The Hedgehog Sings A Lullaby To The Moon (per flauto arpa e viola) 2013
- The Unbearable Lightness (per sette contrabbassi) 2012
- Wa-Edah Mah trio (per flauto oboe e contrabbasso) 2013
- Wergeland’s Flower (per cl e p-no) 2008

## Media
- Here Comes Messiah!, Vimeo video of a Boston performance featuring soprano Reut Rivka.
- Children Songs, Reut Rivka sings Matti Kovler's Children Songs.